# Chirimena brevigranulata
Genre
Espèce
Chirimena brevigranulata, unique représentant du genre Chirimena, est une espèce d'opilions laniatores de la famille des Zalmoxidae.

## Distribution
Cette espèce est endémique de l'État de Miranda au Venezuela. Elle se rencontre vers Brión.

## Description
Le mâle holotype mesure 1,56 mm et la femelle paratype 1,24 mm.

## Publication originale
- González-Sponga, 1999 : « Aracnidos de Venezuela. Cinco nuevos géneros y cinco nuevas especies de microopiliones hemiedaficos (Opiliones Laniatores, Phalangodidae). » Acta Biologica Venezuelica, vol. 19, no 2, p. 55–69.